# 織田信奈的野望
《織田信奈的野望》，是日本輕小說作家春日御影發表在GA文庫上的輕小說作品，插畫部分由美山零負責，描述時間旅行到戰國武將是美少女的世界的高中生的戀愛冒險喜劇。
從2009年8月開始連載至今，已跨媒體發行廣播劇CD與漫畫，2011年11月進一步宣布改編電視動畫，於2012年7月開始播放。
從11卷開始轉到富士見Fantasia文庫繼續出版，並更名為《織田信奈的野望 全國版》並於2019年6月20日第22卷完結。

## 故事簡介
在現代的日本生活的男子高中生相良良晴，在某日突然穿越至戰國時代。在那個世界，今川義元、松平元康、柴田勝家，丹羽長秀等戰國武將們竟以可愛的女孩子的身姿存在著。而且，尾張國的主人織田信長，竟然使用織田信奈這個名字。相良良晴，代替了在這個世界因意外而死的木下藤吉郎，成為信奈的家臣，並幫助她完成統一天下的野心……

## 登場角色
- 聲優標示順序為廣播劇／動畫版。

### 東海地方

#### 織田家
相良良晴（聲：川原慶久／江口拓也）
本作品的男主角，17歲，綽號「猴子」（『さがら よしはる』頭和尾讀音取得，信奈取）。
本是住在現代日本的高中生，不過突然穿越到戰國時代並被偶然遇見的信奈救了性命，成為她的小兵。
當初以粗暴的態度對信奈，從而遭到信奈排斥，更是成為她的出氣筒 (經常被她打得很慘)，但是知道她的境遇和志向後被她吸引。喜歡信奈。在第五卷末於聖誕節時與信奈接吻。
喜歡戰國遊戲和歷史性強的電影、電視劇，因而歷史強項，會弄錯簡單的加減乘除等，學習成績不太好。當發現自己知道的（未來）歷史已經改變的時候有點不知所措。
幾乎沒有描寫關於在現代的生活，不過，父親好像在海外為人建造商廈建築。第1卷結尾以足輕升為侍大將而出仕，在第3卷被賜予筑前守的官位。
和木下藤吉郎意氣相投，二人打算出仕織田家，不過其後在去投靠信奈的途中木下藤吉郎（豐臣秀吉）被流彈擊中而死，死前木下藤吉郎把自己的願望託付給良晴，其願望就是男人的夢想，也就是要良晴代替自己完成有一國一城美女如雲的夢想，但是當良晴瞭解自己喜歡上信奈後便放棄這個夢想。
喜愛玩有關歷史的電腦遊戲。根據本人描述，玩「信長之野望」、「太閤立志傳」等有關日本戰國時期的遊戲是達人等級的程度。他也是熟悉「三國志」的相關系列動漫和遊戲，對謀略十分擅長。
和近衞前久一樣是少數知道瀧川一益和現任姫巫女關係的人。
於第七卷中與信澄一同帶兵攻陷小谷城顛覆淺井家，卷末在論功行賞中成為原淺井的領地北近江的領主。
第八卷中被派至播磨。
第十卷中在信奈介入下當上藤原家養子，成為下任關白.
第十一卷失憶，並且愛上小早川隆景，加入毛利軍，卷末重返織田軍.
第十二卷成功的說服謙信轉變自己的心態
第十三卷中差一點和以為是祖先的義陽結婚，並引發了島津修羅場
織田上總介信奈（聲：皆口裕子／伊藤加奈惠）
本作品的女主角。織田家的當主，統治尾張國的16歲少女，幼名為「吉」。
因奇特的行為舉止被大家稱呼為「傻瓜公主」。
他人都認可的美少女，本人自稱「尾張第一美少女」（後來又改進為「天下第一美少女」）。
擁有超群的政治行動力，對今後統一天下有很深的遠見。
喜歡良晴，非常重視他，總是想著對自己毫不膽怯的良晴的事。在第五卷中於聖誕節時與良晴接吻。
在第3卷被賜予正四位下彈正大弼的官位。
在道三病逝之後對於良晴的感情越發深厚，然而對於光秀煩惱不已。由於光秀對於織田而言是不可或缺的人手，但是光秀對良晴卻有所愛意，偏偏又對自己的感情遲鈍的不自覺，即使在第七卷中信奈明白的向光秀表明對於良晴的愛意，光秀卻又死不接受事實，導致信奈在感情上被逼到絕境的地步。
第八卷中為了救火，被鬼的瘴氣包圍而昏迷不醒，意志也被瘴氣侵蝕。在醒來後，由於以為在意識朦朧時自己下了「殺死松壽丸」的命令而悔恨不已，認為自己背叛了同伴，意志力也變的薄弱。
第九卷中，以為松永久秀是不再認可自己才叛亂，一度自暴自棄，但是藉著今川義元一番激勵的話，相信良晴沒有真的服從「她的命令」殺死松壽丸，而重新振作起來，並且回想起不管是天下還是良晴都要自己去獲得。為了讓久秀再次認可自己而披掛上陣。
十二卷得知義元的目的時大發雷霆，加上良晴不斷的花心，因此生悶氣。
正處於織田家最大危機，面臨武田，北條，上杉，毛利等大名討伐，準備迎接關原大戰

#### 織田家族
織田勘十郎信勝（聲：須藤翔／加藤英美里）
名字變更︰織田勘十郎信勝（第1卷途中）→津田信澄（第1卷途中）→織田市（第2卷最後）→津田信澄（第四卷末回歸織田後）。
信奈的弟弟，在周圍人調唆後企圖謀反的軟弱少年，不過並不是很討厭信奈。
是被近一百位女孩子包圍的美少年，喜歡男扮女裝成花魁，因長相俊美而意外的很有女人味。
被信奈原諒謀反之事後改名使用分家的姓，分家的姓為津田，所以就改名為津田信澄，成為勝家的協力。在桶狹間之戰拖住今川軍，使信奈的奇襲得以成功。
第2卷末尾因為跟淺井家的同盟做了政治婚姻，改名市。
知道淺井長政的秘密，與她締結性別反轉的夫婦關係。
在姉川之戰中率領士兵把守第十二道戰線成功阻止長政的突圍，第七卷作為信奈的影武者鎮守虎御前山，並且率眾突破絕境向淺井、朝倉聯軍突圍，在信奈與良晴帶領援兵抵達後與良晴一同攻陷小谷城，本想即使會讓自己痛苦也要親自斬殺長政，幸得被良晴適時阻止。
第11卷末得知已有3個女兒
於關原之戰中遭到武田軍討伐而死，死亡消息讓老婆長政復出帶領軍隊。然後在17集揭露其並沒有死亡， 而是被信玄收留做了小姓。
織田信秀
信奈的父親，故事開始前即因病死去。
曾經向大和御所納奉四千貫文而聞名於世。
土田御前（聲：淺野真澄）
信奈的母親。相當溺愛信澄，但討厭信奈。

#### 織田家臣團
織田四天王
柴田勝家（聲：雪野五月／生天目仁美）
織田信勝的家老，18歲的武將，幼名為「六」。
在信勝再次預謀叛亂時，主動向信奈密告，並將信勝帶至信奈處（動畫版則是臨陣倒戈，加入信奈方）。
良晴所謂的「現實中第一次看到」的巨乳的持有者。
是織田家頭號猛將，有著「鬼柴田」的外號，不過與此相對的不擅長動腦，基本上看不懂漢字，酒量也不太好。
對於和信奈親近的良晴抱著帶有嫉妒的感情，老是跟他頂嘴。
第1卷途中成為信奈的家臣，之後作為織田軍的主力而活躍著。
在桶狹間之戰中，原本打算殺死今川義元，但被良晴阻止（被良晴抓住胸部，因此被迫放棄）。
在第七卷中被封為原朝倉的領地，越前的領主。
第12卷和上杉軍交手險至全軍覆沒，靠著不凡的戰技及織田家眾人幫助拖住上杉謙信，使良晴夾擊成功。
丹羽長秀（聲：久川綾／松嵜麗）
織田家的家臣，手持摺扇，信奈的20歲侍童，幼名為「萬千代」。
是個溫厚有常識的人。
通曉中國的古典兵法。擅長輔佐他人的參謀型人物，不擅於自己統帥軍隊。
對別人的行動和發生了的事件有一一打分數的癖性。
於第七卷中被封為若狹的領主，並且執行安土城的興建。安土城完工後，受命擔任軍團司令，準備進攻四國。
明智十兵衛光秀（聲：／矢作紗友里）
第1卷沒有名字就登場的女孩子，是個美少女劍客。代表物是金柑的髮飾。
作為道三的侍童服侍著，道三被嫡子齋藤義龍從美濃追放後成為浪人（動畫版則是受道三請求奉命緊急護送歸蝶至尾張國在信奈下面尋求庇護），之後向信奈獻策上洛而被重用（扶植今川義元成為幕府將軍）。
理解信奈的世界戰略，腦力勞動和禮儀等也通曉，也是使用鐵炮的名手、劍術也達到了鹿島新當流的免許皆傳，料理和茶道也十分拿手，是個無所不能的超級天才。
個性認真做事精明，決定好的事就一定貫徹到底決不動搖。但有思想過激的方面，不會看氣氛說話也不會隨便懷疑別人，曾對信奈的話陽奉陰違。
對良晴起初稱為“前輩”而敬仰著，實際上是一個雙面人。在信奈不經意的一句話下，便在良晴面前露出邪惡腹黑的真面目，並將良晴視為對手。清水寺之戰被良晴救了之後好像對他抱著模糊的愛慕之心。
第3卷被賜姓“惟任”並賜予日向守的官位，第4卷結尾被任命為坂本城城主（原本信奈是想封良晴為城主）。
在金崎撤退戰時救下生命垂危的良晴，在本喵寺事件結束後發現良晴對信奈的感情而哭泣。
金崎撤退戰後一直對於良晴抱有愛意，但是由於遲鈍並且傲嬌的個性而一直未能真正發現自己的感情，後來更以信奈天下布武的理由一直要求和良晴結婚，並不斷阻撓良晴與信奈兩人的交往。目前為織田軍西國總司令，帶兵和毛利家苦戰中。
關原之戰中，極有可能扮演小早川秀秋的角色（也就是叛徒）令人扼腕
瀧川一益（聲：動畫未登場）
小說第5卷初登場，是個個子嬌小的幼女，不管是長相還是體型，都與姬巫女一模一樣。
甲賀出身的忍者，麾下九鬼海賊團清一色皆為女性。
通過接觸能知道對方是否有說謊，跟姬巫女一樣是神通力的持有者。
個性非常腹黑，據良晴形容是「超越小惡魔的惡魔」，別名「惡魔一益」。
自詡有不輸明智光秀的槍法，其態度跟光秀比較，齋藤道三說是「一百發子彈當中，中了七十顆就會高傲自滿的人，但十兵衛光秀卻是百發子彈當中，命中九十九發，漏了一發都會相當懊悔自責的武將」。
在第10卷中，被偶爾遇見自己的近衞前久發現後，從近衞前久口中得知自己是現任姫巫女的雙胞胎妹妹。
侍童
前田利家（聲：早見沙織／福圓美里）
信奈的家臣，頭帶虎頭帽，手持長槍的12歲的女孩，幼名為「犬千代」。
和良晴好像很合得來，給予多次照料。
由於砍了信勝的家臣的事而逃走，不過，之後在桶狹間之戰後返回了織田家。
雖然身材嬌小但卻是個長槍能運用自如的強者，不過對於自己胸部的大小很是介意。
家臣團
高山右近（聲：／荻野晴朗）
信仰基督教的武士，清水寺之戰後加入織田軍。
小西隆佐（聲：／前野智昭）
信仰基督教的人士，清水寺之戰後加入織田軍。
池田恆興（聲：／日岡なつみ）
動畫版登場。信奈的馬迴眾。紮馬尾的少女。
佐佐成政（聲：／荻野永梨奈）
動畫版登場。信奈的馬迴眾。短髮的少女。
林通勝（聲：／岩瀨周平）
動畫版登場。原為信勝家臣，末森城之戰後成為信奈的家臣。
佐久間信盛（聲：／松本忍）
動畫版登場。原為信勝家臣，末森城之戰後成為信奈的家臣。
溝尾茂朝（聲：／岩瀨周平）
動畫版登場。信奈的家臣，受信奈之命輔佐駐守清水寺的光秀。
松永彈正久秀（聲：淺野真澄）
第3卷登場，大和國多聞山城城主的姬大名。是個有著像外國人般的褐色肌膚的短髮美女。
會使用幻術和傀儡，也會寶蔵院流槍術。
主君·三好長慶病死，松永彈正久秀成為其代理後便開始一個個地對有力大名和將軍家進行襲擊（良晴稱為「變成病嬌」的行為）。
在清水寺造反後被信奈原諒，因此宣言脫胎換骨成為「白彈正」，加入織田陣營，將信奈當成自己的女兒溺愛著，會不擇手段來替信奈排除痛苦與敵人，在金崎撤退戰時讓誤以為良晴死去的信奈服用特別調製的迷藥來逃避現實，在武田信玄上洛時派遣杉谷善住坊前去暗殺。
和齋藤道三、曲直瀨貝爾松等人是舊識，過去與道三是戀人關係，不過因為雙方意見不同最後分道揚鑣，在道三即將病逝前一直在身邊照顧著道三。十卷中假意叛變，為本能寺之變的本書版本，實際上是為了信奈的未來而作此犧牲，後和信奈告別，自爆蜘蛛釜含笑逝世。卷末重新以萬見仙千代的身體,一身二魂復活於世,消失在人群中

#### 相良（豐臣）軍團
寧寧（聲：神田朱未／北方奈月）
住在五加大院的良晴家附近的小女孩，8歲。
與五加大院的主人淺野爺爺一起生活著。
為人聰明，擅長算術，負責良晴的財政管理，但是有尿床的壞習慣。
後被信奈請求去監視良晴的私生活，成為良晴的義妹。
蜂須賀五右衛門（聲：金田朋子／同左）
山賊「川並眾」的首領，是個少女忍者。根據良晴推測小學六年級左右。
通曉隱身法和諜報活動。
說30字以上的假名就會口吃咬舌頭。
因為原本服侍的木下藤吉郎被討伐而死，與在那個場合的良晴締結主從關係。
是最早知道信澄與長政實際狀況的人，但因信澄苦苦哀求而沒有告訴任何人，直到姉川之戰的最後才透漏給良晴與信奈。
其實有所謂的男性恐懼症，所以沒和川並眾的任何成員有過身體接觸（川並眾也認為五右衛門是不可侵犯的），唯一接觸過的男性只有良晴。
竹中半兵衛（聲：／小倉唯）
第2卷登場，14歲的女孩子。
齋藤義龍的軍師，被稱呼為「今孔明」的兵法家陰陽師，不但擁有強力的式神，還精通諸葛孔明的石兵八陣。
個性異常怕生，有著故意惹怒他人，試探是否會欺負自己的怪癖。
因為太有才氣，受到齋藤義龍的忌憚，被良晴的正義感動，成為他的軍師。
當收到「信奈的命令」要處死松壽丸時，表面上答應，其實暗自給藏起來。
在播磨進行包圍三木城的工程的途中病倒，而使相良軍面臨極大的危機,後用蘭奢待治癒.
黑田官兵衛
播磨姬路城的城主，穿著華麗地南蠻衣服，皮膚黝黑的少女，非常疼愛妹妹松壽丸。
一位努力鑽研電磁科學的科學家，數學的程度好到可以解三元一次方程式（以良晴的程度解不出來）。
精通葡萄牙語、西班牙語、英語、拉丁語等歐洲語言，夢想乘坐大船往世界七海旅行便投靠信奈，但信奈派官兵衛到良晴那邊。
塔羅牌占卜術的達人，曾經占卜出良晴戀愛運有桃花劫的問題。
個性好強不服輸，總是揚言自己的智慧可以解決所有問題。因此將半兵衛視為競爭對手，希望成為天下第一的軍師。
原本打算將良晴這個未來人遣返到未來，但被良晴的情義和多次相助感動而放棄。
以前是位陰陽師，但了解到陰陽術的沒落而放棄修行。
其實非常怕寂寞，所以自己發明了一隻人造精靈陪伴自己。
之後被煽動反織田，又終於被良晴說服回歸加入西軍
帶兵支援信奈的路上，被隆景阻攔無力回天，眼睜睜看著戰況惡化
山中鹿之助
為復興被毛利家打敗的尼子家，而率領「尼子十勇士」的短髮美女。
集合了勝家的勇猛和光秀般的彬彬有禮被良晴讚譽她為「戰國的正統派美少女」。
在宇喜多軍一戰中，救下了被包圍而面臨危機的良晴等人，其後為了復興被毛利家打敗的尼子家而加入織田。
由於七難八苦的艱辛經歷，養成了主動尋找痛苦的性格，有時會對良晴提出虐待她的請求。
相良義陽
第13卷登場，
肥後相良家第十八代當主，建立相良家的全盛時期。
幼年時家臣發動政變，獨自一人跑到阿蘇家的城下，並說出想自己決定未來。這句話讓甲斐宗運出了城，並殺光了叛變的家臣，之後與他交換誓書，並稱他為叔叔。
敗於島津家的攻擊後，最後臣服於島津家，島津四姊妹為了防止她叛變，就想讓她與抓來的良晴結婚。
在良晴的話中得知自己可能是他的祖先(其實妹妹德千代才是，只是因為她現在是當主)，若與他結婚甚至只要接吻他就會消失。之後在良晴的努力下便取消了這門婚事。
在島津家命令下與阿蘇家對抗時，有一度想輕生，想讓甲斐宗運砍下自己的頭頭。
在被甲斐宗運殺死自己前透露自己其實不是正宮所生的孩子，其實都是祖父的安排，為了就是怕家臣可能發動政變，並讓相良的正統血脈斷絕。
在一旁的妹妹聽到馬上衝出來，與自己相擁後，告訴宗運要殺的話就都殺吧!但在這時阿蘇家的士兵向這裡開槍，姊妹倆以為要死了，但甲斐宗運站在姊妹倆前，幫她們擋下所有的子彈，並中了十槍。也因為這樣阿蘇家撤退。
在島津家的公證下將位子傳給妹妹德千代。
傳位給妹妹後把義陽(這名字是足利將軍賜予的)的名字歸還給妹妹，但妹妹沒有接受並且繼續使用德千代這個名字。然後良晴將她的名字改為相良秀長，不過她本人覺得這個名字不好聽，所以大家還是習慣用義陽叫她，之後便跟隨良晴，並成為他的副將。
有強烈戀弟情節
名字發音可讀成相良良晴。
前野長康（聲：／高橋英則）
山賊「川並眾」的副將。
寄木之半七（聲：／杉崎亮）
動畫版追加。山賊「川並眾」的一員。
八劍六郎太（聲：／相馬康一）
動畫版追加。山賊「川並眾」的一員。
淺野又右衛門（聲：／廣瀨正志）
寧寧的祖父。
黑田宗圓
官兵衛的父親，對於官兵衛和良晴十分信賴。
黑田松壽丸
官兵衛的妹妹，在播磨不得已而被送給織田家作人質。
前鬼（聲：／高橋伸也）
半兵衛所使役的式神之一，其真身為安倍晴明本人。
後鬼（ごき）
半兵衛所使役的式神之一。

#### 齋藤家
齋藤道三（聲：麥人）
統治美濃國的戰國大名，出身京都的油商，經歷百戰磨煉的強者。
在正德寺會見信奈並看穿了她的實力，打算轉讓美濃給她，因而引起嫡子齋藤義龍造反。被追逼到長良川的窮途末路並陷入危機，但是經過良晴的幫助後逃出，及後隱居了起來。
患了非常嚴重的肺病，但於岐阜一戰仍出陣對抗武田軍，戰後病情惡化，靠著松永久秀調配的秘藥也無法在繼續抑制病情，對於未能親眼看見信奈的新娘裝扮而遺憾，不過相信良晴與信奈一定可以跨越身份的差別，將義女信奈與愛徒光秀都交託給良晴後病逝。
齋藤義龍（聲：梁田清之）
齋藤道三的親生兒子，但道三則錯以為是土岐賴藝的兒子。因道三把美濃國轉讓給織田信奈而叛亂，信奈攻下稻葉山城後不顧眾人要求斬首的反對將其流放。
患有不治之症。於岐阜之戰時，與山本勘助合作，裝備武田家的良馬，趁道三出城迎擊時奇襲岐阜城。但在拿下城池後倒戈，率領部隊救援道三，其後與道三確認了親子的身分，由岐阜返回隱居的寺廟途中病逝，遺骨由偶然經過的杉谷善住坊送回岐阜。
稻葉一鐵（聲：稻田徹）
美濃三人眾之一。齋藤義龍佈計要求稻葉一鐵、氏家卜全佯裝誘餌誘信奈深入追擊，不料被當作棄子，成功突圍後倒戈對戰齋藤義龍，併入織田家。
氏家卜全（聲：松本忍）
美濃三人眾之一。齋藤義龍佈計要求稻葉一鐵、氏家卜全佯裝誘餌誘信奈深入追擊，不料被當作棄子，成功突圍後倒戈對戰齋藤義龍，併入織田家。
安藤守就（聲：瀧知史）
美濃三人眾之一。竹中半兵衛的叔父。齋藤義龍不耐竹中半兵衛不肯現身宣誓效忠，將之關入大牢，後成功被救出後，與竹中半兵衛投入織田家。
長井道利（聲：相馬康一）
動畫版登場。義龍的家臣，義龍欲把他提名為新的美濃三人眾之一。
岸信周（聲：杉崎亮）
動畫版登場。義龍的家臣，義龍欲把他提名為新的美濃三人眾之一。
多治見光清（聲：岩瀨周平）
動畫版登場。義龍的家臣，義龍欲把他提名為新的美濃三人眾之一。

#### 松平家（德川家）
松平元康（聲：田村由香里／三森鈴子）
三河的小大名，松平家當主。從年幼的時候開始在今川家和織田家之間過著人質生活。
因有著始祖崇拜狸的松平家的傳統，戴著狸耳朵放著狸尾巴。
當初跟隨今川義元，不過戰敗後宣言從今川家獨立，與織田家締結同盟。
信奈的青梅竹馬，非常懼怕信奈同時也崇拜著信奈的理想，決心要幫助信奈實現夢想。
但是在設樂原迎戰信玄時遭本多正信設計，倒戈加入東軍，戰況因此更進一步惡化
服部半藏（聲：櫻井孝宏）
服侍元康的忍者的頭領，曾經阻撓過良晴。
第3卷最後再次登場時，在金崎援助了良晴等人。

#### 今川家
今川義元（聲：國府田麻理子／能登麻美子）
統治遠江國的今川家的當主。繼承足利將軍家的分家高貴的血脈，氣質也高貴，是一位美人。
與信奈交戰後敗北成為人質（其實是由於良晴的介入之下而獲救，原因是良晴認為殺死這樣的美人，他今後一生也會後悔的，因而投降成為人質，不過半途因為反做出家的約定逍遙度日著。)
第2卷結尾在光秀的建議之下被信奈擁護成為下任將軍。歷經迂回曲折之後就任征夷大將軍，開創了今川幕府。
於本喵寺事件時不請自來，展現高超的蹴鞠技巧，替織田軍追平得分，但是隨即因為服飾過於繁重於摔跤離場。
十一卷織田軍陷入危機時，自願的嫁給良晴，不過不了了之，雖然天然呆，但心思細膩，師父太原雪齋曾讚美她為戰國的一位奇人，雖然有時脫線演出，但都是極為關鍵的扭轉乾坤
關原之戰中期，遭到六角殘黨挾持成為人質
富塚元繁（聲：松本忍）
動畫版登場。義元的家臣。
岡崎忠實（聲：岩瀨周平）
動畫版登場。義元的家臣。

#### 武田家
武田信玄
第4卷登場。統治甲斐之國的名門武田家的現任當主，不到20歲的姬武將，身材姣好，幼名為「勝千代」，喜歡可愛的小孩子，將被她打敗的信濃土豪家的公主收做義妹。
天才的軍事策略家，有著被稱為戰國最強部隊的「武田騎兵隊」。在內政方面，從不建城池的信玄將採金礦得來的大量財富投注在民生方面，無論是水利還是農業都毫不吝嗇的投入大量的金錢，因此在強大的軍隊下不斷擴增領土，而又將新增的領土以鉅額的財富加以建設而深得民眾愛戴。在外交方面亦懂得討好官家，每當京都的高僧貴族來訪都會親自隆重的接派。所以不論在個人武藝、軍團戰力、政治統御、家臣質量全都是擁有戰國最高等級的實力，在作品中數次被提及為戰國最強大名，如若不是執著於和上杉謙信分出勝負，憑著其擁有的戰力早該平定亂世。打算與顯著振興的織田家對抗，因而決定上洛。
本來應該會死在上洛的途中，卻因良晴的提醒而躲過了暗殺，克服自己的天命後讓自己存在於心中對於未來的不安完全消失，真正的成為「武田信玄」。
山本勘助
武田家的家臣，同時亦是武田信玄的軍師。重度蘿莉控。
雖有真才實學且胸懷大志，但因相貌醜陋而不被各地大名賞識。直到偶遇信玄之後才找到自己的明主，將勝千代培育成「武田信玄」的功臣。
逃過了在川中島戰死的命運後，夜觀天象認為自己的使命是要與同樣逃過死劫的齋藤道三同歸於盡。
在攻打岐阜時因齋藤義龍臨陣倒戈而使戰術失敗，親自率軍攻入道三本陣，但在即將砍殺道三時因腦溢血發作而死。
雖然未能看到武田家能夠成功制霸天下，但是對於能遇到勝千代，並且一起為夢想奮鬥，直至見證自己心中所描繪的完美的名將「武田信玄」的完成，對於自己的人生了無遺憾的辭世。
高坂昌信
武田四天王之一。率領風之騎兵隊。
山縣昌景
武田四天王之一。嬌小的女性武將。
馬場信房
武田四天王之一。人稱不死身馬場。
內藤昌豐
武田四天王之一。存在感薄弱，雖然很努力，但連武田家眾人都會忘了她的存在。

#### 北條家
北條氏康

### 中部地方

#### 上杉家
上杉謙信
統治著越後，白髮漂逸，英氣逼人的少女大名，一生都被毘沙門天的轉生困擾，患有白化症，雖然壓抑情感，與良晴相遇卻卸下心防，成為了普通的少女，無口系，但具有表裡人格，上了戰場，隨即壓制了以勇武著稱的勝家，心中一直對父親弒君的陰影揮之不去，兼續成為了她維繫世界的支柱，由於越後兵崇拜她，甚至迷戀她，所以特別討厭男人，為情報獨自闖入安土城，明白自己的立場卻無力改變，陷入迷惘時，良晴點醒了他，之後以自己的信念而活。
直江兼續
上杉家頭號幼女智將，優秀但年幼，謙信視為接班人選，寡言，曾於短篇，政宗傳中擔任使者探尋另一隻龍的存在。

#### 淺井家
淺井長政（聲：齋賀光希）
第2卷登場。北近江的戰國大名－淺井家的當主，幼名為「猿夜叉丸」。
外貌是俊美的青年但實際上是少女，人質時代為了保護貞操而偽裝成男性，此後更一直隱藏這事。　
雖然自己強制使自己父親久政隱退而當上淺井家的家督，其實是一個注重孝道的人。
本請求和信奈結婚作為條件同盟，不過由於良晴等人的活躍而廢棄婚約。
為了締結同盟而嫁過來的市姫（信澄）知道真實性別，與他成了相親相愛的同伴。
極力反對久政背叛織田而與朝倉聯手的計畫，但是由於自身的孝道而無法阻止久政而與信澄一同被軟禁，在五右衛門的幫助下成功逃離，但是卻又在回織田的路上巧遇被道三打敗的久政部隊，於是出於孝道又接下接近崩潰的淺井家督一位。
始終無法在信澄與淺井家之間作出選擇，因而在戰場上無法對信澄痛下殺手而錯失消滅織田的機會，最後在良晴與信澄帶兵進攻小谷城下淺井家滅亡，原本打算切腹後被信澄斬殺作為人生的終結，但是卻被良晴阻止，得知久政的遺言後從此以信奈同父異母的妹妹「市」的身份生活。
第九卷時證實了已懷孕，生下了茶茶、阿初、阿江三個女兒。
淺井久政（聲：四宮豪）
淺井長政之父，思想古板個性懦弱，不認同姬大名的存在，要求長政如果要繼承淺井家成為大名的話就要捨棄女人的身份。
不善帶兵打仗，在織田進攻越前時中一心想讓長政成為天下人而不顧長政的反對，從長政那奪回家督一位後將長政與信澄軟禁，與朝倉合謀背叛織田引發「金崎撤退戰」，然而在信奈成功撤回京都後帶兵退回小谷城卻又遭遇道三的部隊，被徹底擊敗後巧遇準備逃回織田的信澄與長政，將家督一位交還給長政後成為隱居之身。
對於自己的私心而讓長政不得不與信澄分開而自責不已，將家督交還給長政後為了監視朝倉而以自己的意願成為朝倉的人質。
在良晴與信澄帶兵進攻小谷城下淺井家滅亡，雖然良晴想要阻止久政切腹，但是始終來不及，留下了「讓淺井長政去死，這是對我最後的盡孝」遺言後死去並被織田的足輕斬下首級。
赤尾清綱（聲：岩瀨周平）
動畫版登場。海赤雨三將之一。
雨森清貞（聲：赤羽根健治）
動畫版登場。海赤雨三將之一。

#### 朝倉家
朝倉義景（聲：木村良平）
越前的戰國大名，幼名為「長夜叉」。極度熱衷於《源氏物語》中登場的眾多女角色而對現實生活的女性興致缺缺。
雖無爭霸天下的野心，但戰略卻毫不遜色，在信奈昏迷時將柴田勝家與丹羽長秀的軍隊牽制在坂本，使織田家瀕臨崩潰危機。
在比叡山見過信奈後無可救藥地愛上她，但卻是極度病態的想將信奈作為收藏品保存在居城一乘谷城。
姉川之戰中為了接近信奈，扮成織田足輕並斬下自己家老的人頭，趁著混亂混進織田的本陣，想趁機推倒信奈，在即將奪走信奈的初吻時被良晴破壞，因而對於良晴懷有怨恨。
最後，在其一乘谷館中被織田信奈所放的大火，被燃起的畫滿《源氏物語》的屏風所包圍，以憤恨的情緒向著土御門久脩作出讓他成為其式神的請求，以「厲鬼」化為非人的復仇者，然還是慘敗於信奈等人手下。
真柄直隆（聲：小松未可子）
動畫版登場。朝倉家的女猛將。
真柄直澄（聲：高森奈津美）
動畫版登場。朝倉家的女猛將。
朝倉景健（聲：荻野晴朗）
動畫版登場。義景的家臣。
龍面鬼（聲：梁田清之）
動畫版登場。乃某人失去一切之後，著上面具的復仇鬼。

#### 足利將軍家
足利義輝
征夷大將軍。預感到松永久秀和三好三人眾會對自己不利，於是帶著妹妹義昭逃往明國。
鹿島新當流劍士，外號「劍鬼將軍」。
東軍成員，和毛利一同討伐信奈
足利義昭
義輝之妹。最初並無意隨義輝流亡海外，而是想留在日本繼承將軍之位，但是被明智光秀硬塞入船艙。
之後從義輝處得到將軍繼承權後便回到日本，打算依靠西國的大名毛利家的力量奪回幕府。於毛利家作客，隆景對良晴產生了愛慕時曾願意擔任證婚人。非常愛寫信。
加入和哥哥義輝一行也就是討伐信奈的東軍

#### 三好家
三好長逸（聲：岩瀨周平）
三好三人眾之首。被信奈擊敗後倉皇逃往四國。
三好政康（聲：山本兼平）
三好三人眾之一。

#### 大和御所
姬巫女（聲：诸星堇）
第3卷登場。有著巫女裝扮的幼女。
通過接觸能知道對方的內心，是個神通力的持有者。
非常聰明，看穿了朝臣們的本質和戰亂的原因。
『姬巫女』並非個人名而是代代相傳的敬稱。
經過使用自己的能力後應該知道良晴是來自未來。
等同於史實的天皇地位，能理解信奈的理想在許多方面都幫助信奈，在小說中將近衛前久所要求的十二萬貫只留下兩萬作為整修御所的經費，其餘十萬交還給信奈讓其作為軍費，還下旨廢除比叡山的女性禁令讓清一色都是女性的織田得以進山與朝倉、淺井簽訂停戰契約。
第10卷中得知自己是瀧川一益的雙胞胎姐姐。
近衛前久（聲：荻野晴朗）
第3卷登場。現任關白，30多歲的男性，染黑牙齒臉塗白漆死板的公家服式。
野心家同時也是掌握大和御所實權的實力派。無法理解信奈革新的思想，為了謀害信奈數次設計陰謀，信奈的暗殺與織田多次遭受被夾擊的絕境，也全都是前久的陰謀。
與外表相反有出眾的運動神經、在初次見面的良晴面前展示了頭球攻門的蹴鞠技巧。
於動畫版中，為了擊殺信奈不惜火燒比叡山，並在延暦寺與信奈決鬥，最後消失於倒下來的著火建材之中。
於小說版中，在包圍網陰謀被揭發不得不服從信奈後，以特使身分於與織田家敵對的各勢力之間奔走，漸漸認同信奈的理想，並答應收良晴為養子一事。
第10卷中，起初和姬巫女一樣都不知道，直至偶然遇見不論長相及體型，都與姬巫女一模一樣的瀧川一益後，調查下得知其為現任姬巫女的雙胞胎妹妹，之後秘密帶著姬巫女拜訪瀧川，請求她將三神器還給大和御所。
第13、14卷中，以特使身分在九州各勢力間奔走，為了遊說島津四姊妹而洗去臉上白漆，其素顏俊美非凡，令良晴與五右衛門等人大為震驚。
土御門久脩
陰陽師宗家－－土御門家的當家，10歳的少年。
身為安倍晴明的後代自許為最強陰陽師，為了回歸京都重新開創陰陽師的時代而在金崎撤退戰中加入淺井、朝倉的陣營，帶領為數眾多的式神前去襲擊良晴的所率領的殿後部隊，不過卻被半藏與前鬼共同使出的微塵隱所騙而沒有成功追殺到良晴。
在織田軍前往比叡山要與淺井、朝倉簽訂停戰契約時與正覺院一起出現阻擾，並且要求與半兵衛進行陰陽術師的決勝，然而自己所喚出來的式神部隊卻被前鬼輕易的擊敗，之後認出了前鬼的真實身份為自古土御門家誰都無法召喚的最強式神-先祖 安倍晴明 本尊後，被前鬼以法術一邊教訓一邊逃離比叡山。後於一乘谷城之戰時將義景轉化成為惡鬼，成功但意外身死。
於動畫版並未登場。

### 近畿地方

#### 比叡山延暦寺
覺恕
姬巫女的哥哥、天台座主。雖然身為天台座主，但實權則由豪盛掌握。
正覺院豪盛（聲：宮下榮治）
比叡山的破戒僧，身為和尚卻喜好喝酒與戰鬥。
認為女人當政的織田是不潔的存在，在織田與淺井、朝倉簽訂停戰協定時帶著土御門久脩想要襲擊信奈等人，不過在久脩被半兵衛打敗後便被信奈等人當作洩憤的沙包痛打，後來因為弗洛伊斯的求情才得救，之後便把弗洛伊斯當成菩薩成為了弗洛伊斯的信徒。
協助修建弗洛伊斯的南蠻教會並且被光秀雇傭為大阪城的護衛，之後在安土城祭典時擺起了鬼屋賺錢。

#### 堺眾
今井宗久（聲：前野智昭）
第3卷登場。擁有堺町的大商店納屋的精通茶道的人。
戴著單片眼鏡的身材高大的壯年男性（初次見面的良晴產生了德意志人的將軍的聯想）。
和信奈及其父親信秀是舊相識的交情，織田軍購入鐵炮的交易對象。
津田宗及（聲：山本兼平）
堺的大商家・天王寺屋的大老闆。陰謀推翻織田政權的幫兇。

千利休
著名茶人，歌德風蘿莉，基督教徒。雖然幾乎不曾開口說話，但卻能將想法確實傳達至別人腦海中，精通鍊金術。

#### 耶穌會
露易絲·弗洛伊斯（聲：佐藤利奈）
第3卷登場。耶穌會所屬的傳教士，金髮巨乳的葡萄牙女孩。
在堺町的南蠻寺進行著傳教活動，有被住民和信徒所仰慕的溫柔的良好人品，不過在良晴等人的危機時也有拿起甲胄跑去相助的行動力。
跟良晴一同出使九州，試圖阻止新任傳教長加斯巴魯在日本建立神之國的野心。
梵天丸（伊達政宗）很好的理解者。
奧爾岡蒂諾
耶穌會所屬的傳教士，弗洛伊斯的後輩。
對弗洛伊斯抱有戀慕之情，但深知此情違背神職人員的戒律，因而內心痛苦不堪。

#### 本貓寺(本願寺)
顯如
本貓寺喵向宗當主，以貓耳及特殊的喵語尾為特色，樂觀無比，與雜賀孫市為絕佳的相聲拍檔。具有來自貓妖血統，不可思議的身體復原能力。
在貓耳掉落後，被妹妹教如逐出本貓寺，幾乎失去存在感。為了制止失控的喵向宗潛入安土城求助於織田信奈。

#### 雜賀眾
雜賀孫市
鐵砲達人，紀伊雜賀傭兵團的首領，穿著露背和服及兜擋布的大姐，豪爽不拘小節，座右銘天衣無縫的女豪傑。
與好友喵如為相聲搭擋，靠著露屁股的下流橋段在本貓寺中擁有高人氣。
小田原城包圍戰時受雇於伊達政宗，成立鐵砲騎兵隊，差點誤殺在武田軍擔任臨時軍師的良晴。
第一次木津川口之戰，靠著數把百吋大鐵砲八咫鳥改連續擊斃多名織田家大將，將信奈打得潰不成軍。
在經歷狙擊信奈失敗及天岩戶出現後，孫市又對織田家發起第二次進攻，結果慘敗於秘密兵器鐵甲船之下。

### 中國地方

#### 毛利家
小早川隆景
毛利兩川之妹，元就的三女，謀略的女軍師，與吉川元春為雙胞胎，言行冷淡，如同帶著能劇的面具，對方為男性時更是如此。
在天岩戶事件之後果斷的收留失憶的良晴，在他身上看到過世的兄長隆元的影子，兩人漸漸衍生出男女情感。
第二次木津川口之戰時，採用良晴的策略，以磁鐵封住織田家鐵甲船的行動，然而卻被半兵衛作出應對功敗垂成。
戰局接進尾聲，光秀等人前來拯救良晴時，裝做無情的將恢復記憶，陷入兩難的良晴推落海中，實際上對他的離去難過不已。
偶爾會顯露出不輸信奈的獨佔欲。
關原之戰的扭轉關鍵，極有可能倒向愛人良晴一方
吉川元春
毛利兩川之姐，元就的次女，熱血的女武將，為與雙胞胎妹妹區別綁著一條“毛利上等”的頭帶。
非常關心妹妹，多次給予其精神鼓勵，十分的信賴她，在第二次木津川口之戰中，親自作為小早川的影武者站在旗艦吸引織田家的砲火。
對於現實的男人不感興趣，自行創作許多“源氏物語”內男角之間的情事小說。
擅長的料理為廣島燒。
村上武吉
村上水軍的老大，粗獷的大漢，瀨戶內海的“海賊王”，擁有海賊中最強的威名，九鬼嘉隆在聽說要與他對戰時害怕不已。
在隆元通過三杯酒試煉後結為義兄弟，效力於毛利家，意外的不擅長應對戀愛情事。
毛利元就
毛利家前任當主，陰謀家，靠一己之力與中國群雄爭霸使毛利家崛起，為三個子女之間的不睦頭痛不已。
毛利隆元
元就的長子，文武平平，然而擁有令人佩服的胸襟，代替父親團結了毛利家眾人。
在三杯酒的賭注中代替小早川，不顧中毒的危險喝光了所有酒杯，獲得了妹妹以及村上的敬佩。
被敵人於酒中下毒，尚未繼承毛利家就過世，令毛利家陷入低迷氣氛之中。
毛利輝元
毛利家當主，隆元之子，由於年齡過小，目前由毛利兩川輔佐。

### 東北地方

#### 伊達家
伊達政宗（聲：大久保瑠美）
第3卷登場。奧州大名伊達輝宗嫡女，幼名「梵天丸」。但並非是輝宗親生，而是其母與南蠻商人私通所生，因此有著一頭金髮和異色瞳。
重度中二病，非常喜歡聖經的默示錄，常自稱自己為「Beast（野獸）」，其招式名稱為「梵天丸亦當如此強力劍」
從奧州到堺町來遊學。受在南蠻寺遇到的良晴的話的啟發，將原本的稱號『獨眼龍政宗』改稱『邪氣眼龍政宗』。
回鄉後，從父親那裡奪取了家督一職，並在短時間內征服了奧州，自稱『奧州霸主』，其後更不作任何休息整頓就全軍攻打關東。迫使北條氏康向武田信玄求援，間接解除了岐阜城之危。
由於自己的出生，再加上自己的異色瞳，在迷信的伊達家當中，由於會被當成詛咒的存在而未在家臣面前露面。跟信奈一樣，從小得不到母愛（梵天丸的誤解），但得知自己的母親義姬為了自己獨自跟最上義光對峙後便聽從良晴的建議，從小田原城撤兵回奧州。
其實是一個大懶蟲，但其智力可以說是神童等級，因此從小就被施於英才教育，設外興趣是料理。
在還沒離開奧州之前是個只會在居城裡窩的宅女，每晚都需要抱枕才睡得著。
片倉小十郎
15歲的少女，但由於輝宗的請求而裝扮成少年作為梵天丸的小姓保護梵天丸。
伊達家的家老，是梵天丸唯一信賴的家臣，梵天丸的生活起居都由她打理。
為人莊重有禮貌，但膽子有點小。曾花了三天三夜的時間幫梵天丸想出『獨眼龍政宗』的稱號。
對梵天丸非常忠心，任何人只要說出或做出對梵天丸不利的事物便會生氣。
由於個性認真又體貼，經常被梵天丸捉弄，而平常梵天丸的抱枕就是小十郎。
伊達成實
外傳登場。梵天丸的表姊妹，雖然年齡與梵天丸相仿，但身材高大，發育良好，如成熟女子。
喜歡蟲子勝過一切，喜歡到甚至拿來吃，一有機會便到森林裡尋找蟲子。
力氣非常大，可憑著自身腕力快速揮舞長刀，但心智還是小孩子，在戰鬥中不懂得手下留情，是梵天丸手下的第一猛將。

### 九洲,四國地方

#### 大友家
大友宗麟
大友家主，英明聰慧，但隨著戰爭越演越烈，逐漸選擇逃避現世，個性乖僻不定
立花道雪
立花宗茂
西國第一猛將，美男子，實際上是女兒身，和媒妁之言的年幼夫人不合，非常聽從宗麟的命令
高橋紹運之子，立花道雪的養子兼女婿。實際上為女性。
加斯巴魯

#### 阿蘇家
甲斐宗運
帶著大墨鏡的高大黑膚猛將，冷漠寡言，全身上下藏有暗器，人稱“阿蘇家的宰相”。
“鬼修羅”殺手，只要是主君的命令，連自己三名不忠兒子都親手弑除。
年幼時的相良義陽被族人追殺，被其求生決心感動的宗運選擇保護她，幫助她回復當主的位置。
在響野原一戰中，先於島津家衝入了義陽的本陣中，像義陽坦白他早已得知她並非真正的“相良義陽”。
由於義陽和德千代的姊妹相護，宗運殺人的決心受到動搖，在友軍的彈雨中以身保護了兩姊妹。
面對島津義弘時告訴她“現在尚不是對戰之時”，在向拯救義陽的良晴表達謝意後，身負多處槍傷上馬離去。

#### 相良家
相良義陽
參見:[相良義陽]
相良德千代
由於被流放與熊一同在山中生活，性格樂觀，在響野原之戰後繼承相良家當主。
上村賴興
相良義陽與相良德千代的祖父

#### 伊東家
伊東義祐
伊東家少主，在勝利前夕為了奪取島津義弘的首級，反被斬殺導致戰局逆轉。

#### 島津家
島津四姊妹
島津義久
島津家長女，以大惡人自居，房間里裝飾了各種知名大惡人的畫像以求效法。
島津義弘
島津家次女，武力超群，數次在逆境當中發揮超人的實力，被認為是最具代表性的九州修羅。
島津歲久
島津家三女，島津家軍師，毒舌且要求嚴厲，其實很為妹妹著想，四姊妹中唯一的平胸。
島津家久
島津家四女，同父異母，戰術天才，擔心姊姊瞧不起自己感到自卑，在京都行時受到良晴幫助，對其報有好感。
島津貴久
島津四姊妹的父親

#### 龍造寺家
龍造寺隆信
龍造寺家當主，手段兇狠殘忍，不滿大友宗麟的懦弱起兵對抗。
鍋島直茂
隆信的義妹，行事作風冷酷無情，只在義兄面前展現出不同的一面。面容美麗

### 其他人物
木下藤吉郎（聲：田坂浩樹／鹽屋翼）
今川軍的足輕。救下即將被義元殺死的良晴，兩人意氣相投，打算投奔織田家，不過在途中被流彈擊中而死，死前要良晴代替自己完成夢想。
杉谷善住坊（聲：濱田賢二）
雲遊僧同時也是甲賀的忍者，擅長使用鐵炮的暗殺者。曾經兩度狙擊信奈但皆失敗，之後身為一流暗殺者的自信心崩毀，正要離開比叡山時被松永久秀所抓，在死與暗殺武田信玄之中為了在最後挽回身為一流暗殺者的自尊，毅然決定接受委託前去暗殺信玄，卻又因為良晴的關係而失敗。此後大澈大悟，放下鐵炮，雲遊四海替蒼生祈福。

## 廣播劇CD
2010年1月22日、HOBiRECORDS發售（2009年底舉行的Comic Market77先行販售）。內容以小說第1卷為基礎，但因為一些情節被省略，沒有看過小說的聽眾可能會有聽不懂的段落。附加聲軌收錄了聲優的談話。
此外，為紀念廣播劇CD化，2009年12月9日發布了期間限定的網路電台『皆口裕子的野望』。

### 工作人員
- 原作・監修 - 春日御影
- 封面插圖 - 美山零
- 構成・脚本 - 白瀧由裕
- 制作・發售 - ホビボックス

## 其他
- 第2卷以後在動畫限量版已發布。内容與普通版一樣但是封面的繪圖是不一樣的、在動畫商店以及網路通販販售（現在已經缺貨）。
- 在每一本執筆時春日御影都會去古戰場取材、並於後記、負責插圖的美山零的部落格被提及。本作中詳細描寫地理、表現出取材成果。

## 書籍一覽

### 輕小說

#### 舊版
| 集數 | SB創意         | SB創意                 | 青文出版社                              | 青文出版社                                         | 安徽少年儿童出版社 | 安徽少年儿童出版社     |
| 集數 | 發售日期       | ISBN                   | 發售日期                                | ISBN                                               | 發售日期           | ISBN                   |
| ---- | -------------- | ---------------------- | --------------------------------------- | -------------------------------------------------- | ------------------ | ---------------------- |
| 1    | 2009年8月15日  | ISBN 978-4-7973-5450-8 | 2012年6月21日                           | ISBN 978-986-310-225-0                             | 2012年9月13日      | ISBN 978-7-5397-6314-9 |
| 2    | 2010年2月15日  | ISBN 978-4-7973-5744-8 | 2012年8月15日 2013年7月23日（特裝版）   | ISBN 978-986-310-305-9 EAN 4718016008175（特裝版） | 2012年9月13日      | ISBN 978-7-5397-6317-0 |
| 3    | 2010年5月15日  | ISBN 978-4-7973-5875-9 | 2012年10月17日 2013年7月23日（特裝版）  | ISBN 978-986-310-395-0 EAN 4718016008182（特裝版） | 2012年10月1日      | ISBN 978-7-5397-6315-6 |
| 4    | 2010年9月15日  | ISBN 978-4-7973-6123-0 | 2013年1月16日 2013年8月15日（特裝版）   | ISBN 978-986-310-476-6 EAN 4718016008199（特裝版） | 2012年10月1日      | ISBN 978-7-5397-6316-3 |
| 5    | 2011年2月15日  | ISBN 978-4-7973-6222-0 | 2013年4月19日 2013年8月15日（特裝版）   | ISBN 978-986-310-577-0 EAN 4718016008205（特裝版） | 2013年4月          | ISBN 978-7-5397-6494-8 |
| 6    | 2011年6月16日  | ISBN 978-4-7973-6442-2 | 2013年7月20日 2013年7月21日（特裝版）   | ISBN 978-986-310-706-4 EAN 4718016008151（特裝版） | 2013年4月          | ISBN 978-7-5397-6495-5 |
| 7    | 2011年11月16日 | ISBN 978-4-7973-6749-2 | 2013年10月18日 2013年10月22日（特裝版） | ISBN 978-986-310-817-7 EAN 4718016008571（特裝版） |                    | ISBN 978-7-5397-6837-3 |
| 8    | 2012年3月16日  | ISBN 978-4-7973-6898-7 | 不適用                                  | 不適用                                             |                    | ISBN 978-7-5397-6838-0 |
| 9    | 2012年7月17日  | ISBN 978-4-7973-7000-3 | 不適用                                  | 不適用                                             |                    |                        |
| 外傳 | 2012年12月15日 | ISBN 978-4-7973-7209-0 | 不適用                                  | 不適用                                             |                    |                        |
| 10   | 2013年3月15日  | ISBN 978-4-7973-7234-2 | 不適用                                  | 不適用                                             |                    |                        |

#### 全國版
| 集數 | 富士見書房     | 富士見書房             | 青文出版社                                                    | 青文出版社                                                                           |
| 集數 | 發售日期       | ISBN                   | 發售日期                                                      | ISBN                                                                                 |
| ---- | -------------- | ---------------------- | ------------------------------------------------------------- | ------------------------------------------------------------------------------------ |
| 1    | 2015年9月19日  | ISBN 978-4-04-712949-8 | 2017年4月17日                                                 | ISBN 978-986-356-420-1 EAN 471-8016-02228-7（限定版）                                |
| 2    | 2015年9月19日  | ISBN 978-4-04-712950-4 | 2017年5月25日                                                 | ISBN 978-986-356-426-3 EAN 471-8016-02273-7（限定版）                                |
| 3    | 2015年9月19日  | ISBN 978-4-04-712951-1 | 2017年11月2日                                                 | ISBN 978-986-356-467-6 EAN 471-8016-02361-1（限定版）                                |
| 4    | 2015年9月19日  | ISBN 978-4-04-070159-2 | 2017年12月14日                                                | ISBN 978-986-356-479-9 EAN 471-8016-02723-7（限定版）                                |
| 5    | 2015年9月19日  | ISBN 978-4-04-070154-7 | 2019年1月31日                                                 | ISBN 978-986-356-781-3                                                               |
| 6    | 2015年9月19日  | ISBN 978-4-04-070155-4 | 2019年7月22日                                                 | ISBN 978-986-356-964-0                                                               |
| 7    | 2015年9月19日  | ISBN 978-4-04-070157-8 | 2019年10月9日                                                 | ISBN 978-986-512-100-6                                                               |
| 8    | 2015年9月19日  | ISBN 978-4-04-070158-5 | 2016年6月16日 2016年8月25日（紀念版）                         | ISBN 978-986-356-348-8 EAN 471-8016-01957-7                                          |
| 9    | 2015年9月19日  | ISBN 978-4-04-070156-1 | 2016年8月15日 2016年8月11日（限定版） 2016年8月26日（紀念版） | ISBN 978-986-356-364-8 EAN 471-8016-01959-1（限定版） EAN 471-8016-01958-4（紀念版） |
| 10   | 2015年9月19日  | ISBN 978-4-04-070160-8 | 2016年10月13日                                                | ISBN 978-986-356-381-5 EAN 471-8016-02097-9（紀念版）                                |
| 11   | 2014年4月19日  | ISBN 978-4-04-712970-2 | 2016年12月 2016年12月12日（限定版）                           | ISBN 978-986-356-393-8 EAN 471-8016-02128-0（限定版）                                |
| 12   | 2014年8月20日  | ISBN 978-4-04-070290-2 | 2017年2月2日                                                  | ISBN 978-986-356-411-9 EAN 471-8016-02174-7（限定版）                                |
| 13   | 2015年5月25日  | ISBN 978-4-04-070291-9 | 2017年8月16日 2017年8月10日（限定版）                         | ISBN 978-986-356-445-4 EAN 471-8016-02455-7（限定版）                                |
| 14   | 2016年1月20日  | ISBN 978-4-04-070704-4 | 2018年11月12日                                                | ISBN 978-986-356-641-0 EAN 471-8016-03473-0（限定版）                                |
| 15   | 2016年5月20日  | ISBN 978-4-04-070896-6 | 2020年7月13日                                                 | ISBN 978-986-512-434-2                                                               |
| 16   | 2016年9月17日  | ISBN 978-4-04-070900-0 | 2020年9月3日                                                  | ISBN 978-986-512-527-1                                                               |
| 17   | 2017年1月20日  | ISBN 978-4-04-072171-2 | 2022年6月2日                                                  | ISBN 978-626-322-466-7                                                               |
| 18   | 2017年5月20日  | ISBN 978-4-04-072304-4 | 2022年8月10日                                                 | ISBN 978-6-26-322754-5                                                               |
| 19   | 2017年9月20日  | ISBN 978-4-04-072306-8 | 2022年10月20日                                                | ISBN 978-6-26-340028-3                                                               |
| 20   | 2018年2月20日  | ISBN 978-4-04-072312-9 | 2022年12月19日                                                | ISBN 978-6-26-340298-0                                                               |
| 21   | 2018年12月20日 | ISBN 978-4-04-072763-9 | 2023年8月21日                                                 | ISBN 978-6-26-340982-8                                                               |
| 22   | 2019年6月20日  | ISBN 978-4-04-072764-6 | 2023年11月20日                                                | ISBN 978-6-26-362536-5                                                               |

#### 外傳
| 富士見書房 | 富士見書房     | 富士見書房             | 青文出版社                       | 青文出版社   | 青文出版社                  |
| 日文标题   | 发售日期       | ISBN                   | 中文標題                         | 發售日期     | ISBN/EAN                    |
| ---------- | -------------- | ---------------------- | -------------------------------- | ------------ | --------------------------- |
|            | 2015年9月19日  | ISBN 978-4-04-070678-8 | 邪氣眼龍政宗                     | 2018年2月5日 | EAN 4718016027855（限定版） |
|            | 2015年9月19日  | ISBN 978-4-04-070705-1 | 安土日記 （01） 本能寺茶會騷動錄 | 2018年6月6日 | ISBN 978-986-356-509-3      |
|            | 2016年9月17日  | ISBN 978-4-04-072002-9 |                                  |              |                             |
|            | 2016年10月20日 | ISBN 978-4-04-072003-6 |                                  |              |                             |
|            | 2017年2月18日  | ISBN 978-4-04-072170-5 |                                  |              |                             |
|            | 2017年6月20日  | ISBN 978-4-04-072333-4 |                                  |              |                             |
|            | 2017年10月20日 | ISBN 978-4-04-072334-1 |                                  |              |                             |
|            | 2018年1月20日  | ISBN 978-4-04-070897-3 |                                  |              |                             |
|            | 2018年6月20日  | ISBN 978-4-04-072765-3 |                                  |              |                             |

### 漫畫版
本篇
| 集數 | 角川書店       | 角川書店               |
| 集數 | 發售日期       | ISBN                   |
| ---- | -------------- | ---------------------- |
| 1    | 2012年2月23日  | ISBN 978-4-04-120135-0 |
| 2    | 2012年7月5日   | ISBN 978-4-04-120341-5 |
| 3    | 2013年1月23日  | ISBN 978-4-04-120595-2 |
| 4    | 2013年6月22日  | ISBN 978-4-04-120795-6 |
| 5    | 2013年12月26日 | ISBN 978-4-04-120958-5 |
| 6    | 2014年8月9日   | ISBN 978-4-04-101913-9 |

織田信奈的野望 與公主一起
| 集數 | 富士見書房   | 富士見書房             |
| 集數 | 發售日期     | ISBN                   |
| ---- | ------------ | ---------------------- |
| 1    | 2012年3月7日 | ISBN 978-4-04-712786-9 |
| 2    | 2012年7月5日 | ISBN 978-4-04-712815-6 |

## 電視動畫
同名改編電視動畫於2012年7月8日起播放，共12話。日本東京電視台授權中國大陸土豆网即日播出。

### 工作人員
- 原作：春日御影（GA文庫／SOFTBANK Creative）
- 角色原案：美山零
- 導演：熊澤祐嗣
- 劇本：鈴木雅詞
- 角色設計：高品有桂
- 音樂：高梨康治
- 動畫製作：Studio五組×MADHOUSE

### 主題曲
主題曲「Link」
作詞：若林充／作曲：深青結希／編曲：草野／歌：愛美
片尾曲
作詞：若林充／作曲：深青結希／編曲：佐藤准／歌：

### 各話列表
| 話數     | 標題               | 分鏡              | 演出            | 作畫監督                   | 總作畫監督                 |
| -------- | ------------------ | ----------------- | --------------- | -------------------------- | -------------------------- |
| 第一回   | 信奈與猴子         | 熊澤祐嗣          | 熊澤祐嗣 雪村愛 | 高品有桂 吉川真一          | 高品有桂                   |
| 第二回   | 織田家、家族紛爭   | 數井浩子          | 津田義三        | 服部憲知 秋田英人          | 高品有桂 宮前真一          |
| 第三回   | 美濃動亂           | 熊澤祐嗣          | 阿部雅司        | 小畑賢                     | 高品有桂 宮前真一          |
| 第四回   | 風雲！桶狹間！     | 熊澤祐嗣 村岡朋美 | 村岡朋美        | 小島慶祐                   | 高品有桂 宮前真一          |
| 第五回   | 天才軍師計謀！     | 香月邦夫          | 上田繁          | 日下岳史 赤尾良太郎        | 高品有桂 宮前真一          |
| 第六回   | 墨俁一夜城         | 天衝              | 岩崎太郎        | 高炅楠                     | 高品有桂 宮前真一          |
| 第七回   | 信奈上洛           | 數井浩子          | 清水明          | 服部憲知 秋田英人          | 高品有桂 宮前真一 吉川真一 |
| 第八回   | 黃金的自由都市・堺 | 大原實            | 久保田英一      | 小畑賢 市野真里亞 圭司     | 高品有桂 宮前真一          |
| 第九回   | 清水寺攻防         | 伊藤尚住          | 村岡朋美        | 小島慶祐 金容植 山崎輝彥   | 高品有桂 宮前真一 吉川真一 |
| 第十回   | 信奈陷入危機       | 大原實            | 布施康之        | 須永正博 岡田正和 藤本真由 | 高品有桂 宮前真一 吉川真一 |
| 第十一回 | 金崎的退路         | 雪村愛            | 雪村愛          | 高炅楠                     | 高品有桂 宮前真一          |
| 最終回   | 天下布武           | 熊澤祐嗣          | 熊澤祐嗣        | 宮前真一 吉川真一          | 高品有桂                   |

### 播放電視台
日本深夜動畫：下文記載的日本国内播放時間使用日本標準時間（UTC+9）表示。因為部分時間标识會採用30小时制，因此請留意这类超过24:00的时间，其實際播放時間為翌日清晨。
| 播放地区   | 播放电视台 | 播放日期                | 播放時間                   | 所屬聯播網 |
| ---------- | ---------- | ----------------------- | -------------------------- | ---------- |
| 關東广域圈 | 东京电视台 | 2012年7月8日 - 9月23日  | 星期日 25時05分 - 25時35分 | 東京電視網 |
| 日本全域   | AT-X       | 2012年7月9日 - 9月24日  | 星期一 08時30分 - 09時00分 | 衛星電視   |
| 愛知县     | 爱知电视台 | 2012年7月10日 - 9月25日 | 星期二 26時30分 - 27時00分 | 東京電視網 |
| 大阪府     | 大阪电视台 | 2012年7月14日 - 9月29日 | 星期六 26時25分 - 26時55分 | 東京電視網 |

| 东京電視台 星期日 25:05-25:35      | 东京電視台 星期日 25:05-25:35 | 东京電視台 星期日 25:05-25:35 |
| ---------------------------------- | ----------------------------- | ----------------------------- |
|                                    | 織田信奈的野望                |                               |
| 咲-Saki-阿知賀篇 episode of side-A | IXION SAGA DT                 |                               |

## 關聯商品

### Blu-ray Disc / DVD
| 卷數 | 發售日        | 收錄話             | 規格編號   | 規格編號   | 動畫CD           |
| 卷數 | 發售日        | 收錄話             | BD         | DVD        | 動畫CD           |
| ---- | ------------- | ------------------ | ---------- | ---------- | ---------------- |
| 1    | 2012年9月5日  | 第一回、第二回     | PCXE-50195 | PCBE-53661 | 激闘、スイカ割り |
| 2    | 2012年10月3日 | 第三回、第四回     | PCXG-50172 | PCBG-51572 |                  |
| 3    | 2012年11月7日 | 第五回、第六回     | PCXG-50173 | PCBG-51573 |                  |
| 4    | 2012年12月5日 | 第七回、第八回     | PCXG-50174 | PCBG-51574 |                  |
| 5    | 2013年1月9日  | 第九回、第十回     | PCXG-50175 | PCBG-51575 |                  |
| 6    | 2013年3月1日  | 第十一回、第十二回 | PCXG-50176 | PCBG-51576 |                  |

### CD
| 發售日         | 標題                                                                         | 規格編號   |
| -------------- | ---------------------------------------------------------------------------- | ---------- |
| 2012年9月5日   | 織田信奈の野望 歌姫01 Music of the different world 織田信奈/蜂須賀五右衛門   | PCCG-70151 |
| 2012年9月5日   | 織田信奈の野望 歌姫02 Music of the different world 前田犬千代/柴田勝家       | PCCG-70152 |
| 2012年9月5日   | 織田信奈の野望 歌姫03 Music of the different world 明智光秀/丹羽長秀         | PCCG-70153 |
| 2012年9月19日  | 織田信奈の野望 歌姫04 Music of the different world 竹中半兵衛/梵天丸         | PCCG-70154 |
| 2012年9月19日  | 織田信奈の野望 歌姫05 Music of the different world ルイズ・フロイス/松平元康 | PCCG-70155 |
| 2012年10月17日 | 織田信奈の野望 オリジナルサウンドトラックアルバム                            | PCCG-01300 |

## 相關項目
- 海外聯播動畫
- 土豆网

## 脚注

### 出典
1. ↑  小說封底標示「國際繁體中文版·全球發行販售（不含中國大陸地區）」。
2. ↑  . GA文庫ブログ.   [2011-11-02]. （原始内容存档于2021-01-26）.
3. 1 2  月刊Comp Ace2012年5月号 (角川書店). 2012年4月. 缺少或|title=为空 (帮助)
4. ↑  配音與廣播劇CD版相同。
5. ↑  .   [2012年7月11日]. （原始内容存档于2020年12月14日）.
6. ↑  第7卷後因日本當地轉換出版社而釐清書籍所有權關係，青文暫時無法申請版權，第8卷預計2015年下半年後在台發行。
7. ↑  . MADHOUSE.   [2013年6月2日]. （原始内容存档于2017年1月24日） （日语）.

## 外部連結
- （日語）GA文庫作品介紹 （页面存档备份，存于）
- （日語）GA文庫特設網站
- （日語）http://www.hobirecords.com/nobuna/ （页面存档备份，存于）
- （日語）はうにぶー（插畫美山零的網誌） （页面存档备份，存于）
- （日語）富士見書房 |織田信奈的野望 與公主一起 （页面存档备份，存于）
- （日語）電視動畫官方網站 （页面存档备份，存于）
- （日語）http://www.tv-tokyo.co.jp/anime/odanobuna/ （页面存档备份，存于）
- （日語）織田信奈的野望 電視動畫推特官方網站 （页面存档备份，存于）